# Canal F1 Latin America
Canal F1 Latin America fue un canal de televisión por suscripción latinoamericano dedicado a la Fórmula 1. Fue lanzado el 1 de marzo de 2015 y era propiedad de Mediapro, en asociación con Formula One World Championship, al obtener los derechos de emisión de las carreras de Fórmula 1.
En diciembre de 2017, el canal anunció su cese de transmisiones para el 31 de diciembre de 2017 en diferentes proveedores de televisión latinoamericanos, debido a que optó por no continuar con los 2 años de transmisión que le quedaban en el contrato. Por ende, los derechos de las carreras fueron concedidos a Fox Sports. El canal cesó definitivamente sus emisiones el 1 de enero de 2018 de manera oficial durante la madrugada.
Sin embargo, el canal siguió en emisión automatizada en Chile hasta el 28 de febrero de 2018, según un comunicado de la empresa VTR.

## Historia
El 24 de marzo de 2014, la empresa española Mediapro anunció un acuerdo de 5 años con Formula One Management, propietaria de los derechos del FIA, para la adquisición de los derechos de emisión del campeonato para Latinoamérica, desde 2015 hasta 2019. A su vez, el 13 de noviembre del mismo año, Mediapro anunció el lanzamiento del canal Formula One en asociación con DirecTV para la producción de la programación del canal, así como su distribución en la región.
Finalmente, el 10 de febrero de 2015, Mediapro anunció que el canal sería lanzado el 1 de marzo de ese mismo año. En diciembre de 2017 se anunció el cierre del canal a partir del 31 de diciembre de 2017, si bien, la señal tenía los derechos de transmisión de las carreras Fórmula 1 hasta 2019, estos fueron cedidos por la FOM al canal Fox Sports.

## Señal
- Panregional: Se regía por los horarios del centro de México (UTC-6/-5 DST), Venezuela (UTC-4) y Argentina (UTC-3).

## Eventos transmitidos
- Fórmula 1
- Campeonato de Fórmula 2 de la FIA (anteriormente GP2 Series)
- GP3 Series
- Porsche Supercup
- TCR International Series
- Carreras de leyenda

## Programas
- Directo Fórmula
- Warm UP
- Fórmula News
- Desde el Paddock
- GP Confidential
- Carreras de leyenda
- GP OnBoard
- GP desde el Pit Line
- El análisis de la carrera
- El resumen de la Fórmula 1
- Sweet Stop

## Rostros
- Víctor Seara
- Facundo Regalia
- Christian González Rouco
- Diego Fernando Mejía
- Albert Fàbrega
- Cristina Gullón
- Nira Juanco
- Pedro de la Rosa
- Giselle Zarur
- Jessika Fortunato
- Rodolfo González